# Fuerza Nueva
 (mars 2023).
Si vous disposez d'ouvrages ou d'articles de référence ou si vous connaissez des sites web de qualité traitant du thème abordé ici, merci de compléter l'article en donnant les références utiles à sa vérifiabilité et en les liant à la section « Notes et références ».
Fuerza Nueva (F/N, Nouvelle force) est un parti politique espagnol d'extrême droite fondé par le notaire et homme politique franquiste Blas Piñar López en 1976.

## Histoire
Fuerza Nueva fut créé par Blas Piñar López en 1966 autour de Fuerza Nueva Editorial S.A., en commençant à publier la revue du même nom en 1967. Finalement, en 1976 il se constitue en parti politique avec l'objectif de maintenir vivants les idéaux religieux et politiques du Soulèvement nationaliste des 17 et 18 juillet 1936 et de l'Espagne franquiste. Pour ce faire, le nouveau parti tenta de regrouper toutes les forces politiques de même caractère catholique, patriotique et social dont se réclamait Fuerza Nueva. Son slogan était « Dieu, Patrie et Justice ».
Son idéologie se basait sur la suprématie des valeurs spirituelles, nationales, morales et chrétiennes ; la défense de l'unité espagnole et de l'État organique ; la promotion et le développement de la tradition ; la défense de la justice sociale basée sur le national-syndicalisme ; et la continuité de l'État du 18 juillet 1936.

### L'Eurodroite
Les 19-21 avril 1978 à Rome, dans la perspective des premières élections européennes, plusieurs partis européens de droite organisent le congrès de fondation de l'Eurodroite. Fuerza Nueva y participe, aux côtés du Mouvement Social Italien et du Parti des forces nouvelles (France). L'alliance entend être une réponse à l'Eurocommunisme constitué par les partis communistes des mêmes pays (France, Italie, Espagne). Le 21 avril, l'Eurodroite manifeste en masse à Naples. Devant la foule, prennent la parole Giorgio Almirante (MSI), Blas Pinar (Fuerza Nueva) et Tixier-Vignancour (PFN).
La liste française n'obtient, en juin 1979 que 1,33 % des voix. Fuerza Nueva ne participe pas aux élections, car l'Espagne n'est pas encore un État membre. En revanche, le MSI obtient 4 sièges au Parlement européen (Almirante, Pino Romualdi, Francesco Petronio et Antonino Buttafuoco).